# Ter Biestmolen
De Terbiestmolen is een watermolen op de Zwalmbeek in de Zwalmvallei in Nederzwalm, een dorp in de Belgische provincie Oost-Vlaanderen. Deze watermolen wordt ook Simoensmolen genoemd.

## Geschiedenis
De oudste vermelding dateert van 1063. Hij zou toen afhangen van de abdij van Ename. De molen deed oorspronkelijk dienst voor het malen van graan en voor de productie van olie van lijnzaad, raapzaad en koolzaad. In 1883 liet de nieuwe eigenaar verbouwings- en vergrotingswerken uitvoeren. Tijdens de Eerste Wereldoorlog werd door de Duitse bezetter in de molen een generator gezet voor de productie van elektriciteit. Deze generator staat nog steeds in het bijgebouw van de molen. 
De molen was actief tot in 1970. Hij werd stilgelegd een jaar nadat molenaar Gerard Leys bij het smeren van de as verongelukte. Op 28 juli 1983 werd de molen beschermd als monument, en samen met zijn omgeving als dorpsgezicht. Bij verbouwingswerken in 1987-1988 kwam er een taverne en restaurant in de molen.

## Kenmerken
De Terbiestmolen heeft een belangrijk en zeldzaam aandrijfsysteem met ingebouwd maalsluis. Het water loopt onder de boerderij en het molenhuis en komt ondergronds in het molengebouw uit. Het water drijft 2 ingebouwde waterwielen van het bovenslagtype aan. Een voordeel van dit systeem is dat in de winter verder kon gemalen worden.

## Toerisme
Aan de overzijde van de Zwalmbeek is een ruime parking. Men kan van hier zowel stroomopwaarts op een pad langs de Zwalmbeek wandelen. Stroomafwaarts bevindt zich het Boeketje-Vlaanderen wandelpad, tussen de Terbieststraat en de Hoogstraat langs de Peerdestokbeek en de Zwalmbeek. Men passeert dan aan de monding van de Peerdestokbeek in de Zwalmbeek.

## Bezienswaardigheden
- De watermolen
- De automatische stuw op de Zwalmbeek
- Wandelpaden langs de beek
- Vergezichten